# Алжиро-мавританские отношения
Алжиро-мавританские отношения — двусторонние дипломатические отношения между Алжиром и Мавританией. Протяжённость государственной границы между странами составляет 460 км.

## История
В январе 1962 года Мавритания признала Временное правительство Алжирской Республики в качестве единственной законной власти на территории Алжира. Этот поступок увеличил авторитет Мавритании среди других африканских стран и подчеркнули роль страны в качестве моста между арабской Северной Африкой и черной Африкой к югу от Сахары. Затем, Мавритания поддержала Алжир в его противостоянии с соседним Королевском Марокко. 21 октября 1964 года Объединённая Арабская Республика официально признала Мавританию в связи с ее солидарностью с алжирской политикой.
В 1976 году Мавритания вступила в вооружённый конфликт за право обладать частью территории бывшей испанской Западной Сахарой. В начале Мавритании сопутствовал успех и она захватила часть территории в борьбе в повстанцами из Полисарио, но затем страна потерпела ряд сокрушительных поражений на поле боя и в дипломатических контактах с соседними странами. Так, Алжир разорвал дипломатические отношения в знак своей поддержки Сахарской Арабской Демократической Республики. С 1976 по 1979 год повстанцы Полисарио, поддерживаемые правительством Алжира, провели ряд успешных атак на столицу Мавритании. В 1979 году Мавритания вывела свои войска из Западной Сахары и официально отказалась от притязаний на эту территорию. В декабре 1983 года Алжир, Тунис и Мавритания подписали Договор о мире и дружбе. Мавритания стала придерживаться строгого нейтралитета в вопросе принадлежности Западной Сахары, а также стараться поддерживать хорошие отношения с Марокко и Алжиром.
В 2010-е годы Мавритания стала сильнее склоняться к поддержке Полисарио и Алжира в их споре с Марокко. Правительству Мавритании выгодно наличие слабого государства на севере, учитывая всю проблематику их отношений с Сенегалом. В знак признательности за поддержку мавританских властей, правительство Алжира стало оказывать экономическую помощь этой стране, а также отменило визовый режим для граждан Мавритании. В 2016 году представитель мавританского правительства сделал заявление, что дружба Алжира с Мавританией не направлена против Марокко, и его страна намерена также развивать отношения и с этим государством.